# Wilhelm Bendow
Wilhelm Bendow, född 29 september 1884 i Einbeck, död 29 maj 1950 i samma stad, var en tysk skådespelare och kabaréartist. På film medverkade Bendow främst i komediroller. Idag känns han främst igen som "månmannen" i den på sin tid mycket påkostade tyska äventyrsfilmen Münchhausen från 1943.

## Filmografi, urval
- 1929 – Hennes mörka punkt
- 1930 – Hokuspokus
- 1930 – Kärleksvikarien
- 1932 – Kärlekspensionatet
- 1935 – Kärlek och knockout
- 1937 – Även i tider som dessa
- 1939 – Första försöket
- 1941 – Kärleksduellen
- 1942 – Den mystiske herr Styx
- 1942 – Det regnar musik
- 1943 – Ta hand om min fru!
- 1943 – Münchhausen